# صياغة سريرية
الصيغة السريرية، والمعروفة أيضًا بصياغة الحالة ،وصياغة المشكلة (بالإنجليزية: Clinical formulation)‏، هي تفسير أو تصوّر مستند إلى النظريات للمعلومات المستمدة من تقييم سريري. تقدم فرضية حول سبب وطبيعة المشاكل المقدمة وتعتبر إضافة أو نهجًا بديلًا للنهج الأكثر تصنيفًا للتشخيص النفسي. في الممارسة السريرية، يُستخدم التشكيل لنقل الفرضية وتوفير إطار لتطوير أفضل نهج علاج. يُستخدم بشكل أكثر شيوعًا من قبل الأطباء النفسيين السريريين ويُعتبر جزءًا أساسيًا من تلك المهنة. يمكن أن يستخدم الممرضون الصحيون النفسيون وعمال الرعاية الاجتماعية وبعض الأطباء النفسيين أيضًا صياغات.

## أنواع الصياغة
تستخدم مدارس أو نماذج نفسية مختلفة صياغات سريرية، بما في ذلك العلاج السلوكي المعرفي (CBT) والعلاجات ذات الصلة: العلاج النظامي، والتنبؤ النظامي، والعلاج النفسي الديناميكي، وتحليل السلوك التطبيقي. يحدد هيكل ومحتوى صياغة سريرية بواسطة النموذج النفسي. تحتوي معظم أنظمة الصياغة على الفئات الرئيسية التالية من المعلومات: الأعراض والمشاكل؛ المحفزات أو الأحداث المثيرة؛ الأحداث أو المحفزات الحياتية المتسببة؛ وآلية تفسيرية تربط الفئات السابقة معًا وتقدم وصفًا للمثيرات والتأثيرات الحافظة لمشاكل الشخص.
صياغات الحالات السلوكية المستخدمة في التحليل السلوكي التطبيقي وعلاج السلوك تعتمد على قائمة ترتيبية للسلوكيات الخاطئة، يجري من خلالها إجراء تحليل وظيفي، وفي بعض الأحيان يعتمد على نظرية الإطار العلائقي. يُستخدم هذا التحليل الوظيفي أيضًا في علاج السلوك السريري من الجيل الثالث أو تحليل السلوك السريري مثل علاج القبول والالتزام والعلاج النفسي التحليلي الوظيفي. ينظر التحليل الوظيفي إلى الظروف البيئية (المتغيرات البيئية، وتأثيرات التاريخ، والعمليات المحفزة)، والأسباب، وسلاسل السلوك، والسلوك الخاطئ، والعواقب، قصيرة وطويلة الأمد، للسلوك.
نموذج صياغة أكثر تخصصًا للعلاج السلوكي الحديث يوصف بواسطة جاكلين بيرسونز. يحتوي هذا النموذج على سبع مكونات: قائمة المشكلات، والمعتقدات الأساسية، والعوامل المؤديّة والمواقف المفعّلة، والأصول، والفرضية العملية، وخطة العلاج، والعقبات المتوقعة للعلاج.
صياغة ديناميكية نفسية قد تتكون من عبارة تلخيصية، ووصف لعوامل غير ديناميكية، ووصف للديناميات النفسية الأساسية باستخدام نموذج محدد (مثل علم نفس الأنا، أو علاقات الأشياء، أو علم نفس الذات)، وتقييم تنبؤي يحدد المجالات المحتملة للمقاومة في العلاج.
إحدى مدارس علم النفس النفسي الذي يعتمد بشكل كبير على الصياغة هي العلاج التحليلي المعرفي (CAT). العلاج التحليلي التصنيفي عبارة عن علاج لفترة محددة، عادة ما يتراوح حوالي 16 جلسة. يقدم رسالة إصلاح رسمية مكتوبة للمريض حوالي الجلسة الرابعة، والتي تشكل أساس بقية العلاج. وعادةً ما يتبع ذلك إعادة صياغة بشكل تخطيطي لتكبير وتعزيز الرسالة.
كثيرون من علماء النفس يستخدمون نهج العلاج النفسي التكاملي في الصياغة. يتمثل هذا في الاستفادة من فوائد الموارد من كل نموذج يُدَرّب عالم النفس عليه، وفقًا لاحتياجات المريض.

## التقييم النقدي للصيغ
جودة الصياغات السريرية الخاصة وجودة النماذج النظرية العامة المستخدمة في هذه الصياغات يمكن تقييمها باستخدام معايير مثل:
- الوضوح والتقليل : هل النموذج مفهوم ومتسق داخليًا ، وهل المفاهيم الأساسية منفصلة ومحددة وغير زائدة عن الحاجة؟
- الدقة وقابلية الاختبار : هل ينتج النموذج فرضيات قابلة للاختبار، مع مفاهيم محددة عمليًا وقابلة للقياس ؟
- الكفاية التجريبية : هل جرى التحقق من صحة الآليات المفترضة ضمن النموذج تجريبيا ؟
- الشمولية والتعميم : هل النموذج شمولي بما يكفي لتطبيقه على مجموعة من الظواهر السريرية؟
- المنفعة والقيمة التطبيقية : هل تسهل عملية صنع المعنى المشترك بين الطبيب والعميل، وهل تعتمد التدخلات على النموذج الذي أثبت فعاليته ؟

تختلف الصياغات في النطاق الزمني من القائمة على الحالة إلى القائمة على الحدث أو اللحظة، وقد تتطور الصياغات خلال مجرى العلاج. لذلك، يتعين إجراء المراقبة والاختبار والتقييم المستمرين أثناء العلاج. يمكن أن تتخذ المراقبة شكل مراجعات تقدم جلسة بجلسة باستخدام قياسات كمية، ويمكن تعديل الصياغات إذا لم تكن التدخلات فعّالة كما كان متوقعًا.

## تاريخها
المعالج النفسي جورج كيلي، الذي وضع نظرية البناء الشخصي في الخمسينيات من القرن الماضي، لاحظ اعتراضه على التشخيص التقليدي في كتابه "علم البنيات الشخصية" (1955): "كثير من الإصلاح الذي اقترحه علم البنيات الشخصية يتجه نحو تصوير النفسيين لفعل البشر. التشخيص هو في كثير من الأحيان محاولة لضغط عميل يكافح بالكامل إلى فئة مرضية.":  :154 في مكان الفئات المرضية، استخدم كيلي كلمة "صياغة" وأشار إلى نوعين من الصياغات:  :337 مرحلة أولى من التنظيم، حيث ينظم المعالج مؤقتًا معلومات الحالة السريرية "بالأبعاد بدلاً من بالكيانات المرضية"  :192 مع التركيز على "الطرق الأكثر أهمية التي يمكن أن يتغير بها العميل، وليس مجرد الطرق التي يمكن بها يمكن للنفساني أن يميزه عن الأشخاص الآخرين" :154، ومرحلة ثانية من البناء، حيث يسعى المعالج إلى نوع من التكامل المفاوض لتنظيم معلومات الحالة السريرية مع معاني العميل الشخصية.
علماء النفس هانز أيزنك، مونتي بي. شابيرو، فيك ماير، وإيرا توركات كانوا أيضًا من بين المطوّرين الأوائل لبدائل التشخيص الفردية المنهجية.:4 يُعزى إلى ماير دورٌ رائد في تقديم أول دورة تدريبية ربما للعلاج السلوكي القائم على نموذج صياغة الحالة، في كلية الطب بمستشفى ميدلسكس في لندن في عام 1970.:13 كانت اختيارات ماير الأصلية للكلمات للصياغة السريرية هي "صياغة السلوك" أو "صياغة المشكلة". :14
 